# Amalia Carneri
Amalia Carneri (também Amalie) é o nome artístico de Amalie Malka Pollak, nascida Malka Kanarvogel, (12 de setembro de 1875 – 1942 ou mais tarde, durante o Holocausto), soprano de ópera e opereta baseada em Viena, Áustria. Ela se apresentou em várias das mais prestigiadas salas de concerto de Viena e fez várias gravações fonográficas.

## Biografia
Malka Kanarvogel nasceu em Rzeszow, Polónia, em 12 de setembro de 1875. Estudou performance musical no Conservatório de Viena e adotou o nome artístico que soasse mais "operístico", "Amalia Carneri". Em sua vida privada, usou o nome de Amalie.
Casou-se com o inspetor de minas do governo Heinrich (Henryk) Pollak (n. 7 de junho de 1877, em Cracóvia, f. 7 de outubro de 1938), em Viena, na sinagoga Seitenstettengasse. Juntos tiveram dois filhos. Fritz (Fred), que se tornou engenheiro de design e nasceu em 28 de fevereiro de 1909, e Karl (Carlos), que se tornou professor de engenharia na Universidade de Rhode Island e nasceu em 15 de janeiro de 1920, ambos em Viena.
Carneri teve uma carreira de cantora internacional que incluiu turnês pela Áustria, França, Alemanha e Hungria. entre os locais das suas apresentações incluíram o Deutsches Theater, em Plzeň, o Éden Teatro em Estrasburgo, o Stadttheater, o Landestheater e o Carl-Teatro e o Volkstheater, em Viena. Entre 1905 e 1907 carneri fez várias gravações fonográficas para Edison Records, Odeon Records e Zonophone Records. Sua primeira menção no jornal de Viena Neue Freie Presse foi muito positiva, descrevia o sucesso de um recital, em 1898, e foi recebida com entusiasmo pelo público.
Seu última moradia foi na Untere Donaustraße 33, em Viena, a direita do Canal do Danúbio. Em 10 de setembro de 1942 foi expulsa de Viena e internada no campo de concentração de Theresienstadt. Em 29 de setembro de 1942, aos 68 anos de idade, ela foi levada a partir do campo, pelo trem de Holocausto para o campo de extermínio Treblinka com mais 2001 prisioneiros, dos quais nenhum sobreviveu. Seu número registrado neste transporte foi 973.

## Gravações selecionadas
- 1905: "Du Süße, Süße", a partir de Schützenliesl. Amalie Carneri, soprano, Max Rohr, tenor[10]
- 1907: "D' lustigen Weanaleut'". Amalie Carneri, Rudolf Kronegger, Edison etiqueta[11]
- 1907: Oscar Straus, "Ich bin uma Weaner Madl, ich eine Kammerfrau" a partir de Ein Walzertraum. Odéon, Amalie Carneri, soprano, Mizzi Jezel, soprano[12]
- 1907: "Mei Muatterl war a Weanerin". Amalie Carneri, Ludwig Gruber, Edison label[10]
- 1907: Oscar Straus, "Ich hab' einen Mann" a partir de Ein Walzertraum. Amalie Carneri, soprano, Helene Merviola, soprano[13]
- 1907: "Mei Muatterl guerra um Weanerin". Amalie Carneri, Luís Gruber, Edison etiqueta[11]
- 1907: Oscar Straus, "O du Lieber, o du G'scheiter" a partir de Ein Walzertraum. Amalie Carneri, soprano, Max Rohr, tenor.[11]
- 1910: Offenbach, "Barcarolle: Schöne Nacht, du Liebesnacht" a partir de Les contes d'Hoffmann. Rótulo: Odéon, Amalie Carneri, soprano, Willy Strehl, tenor[14][15]

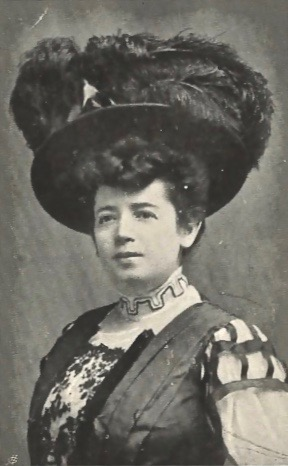
Amalia Carneri, do programa de observação para o 400º desempenho de Ein Walzertraum em 19 de Maio de 1908

Há também um Zonophone gravação de seu canto Mendelssohn's "Canção da Primavera", gravado no Nationaltheater em Lviv.

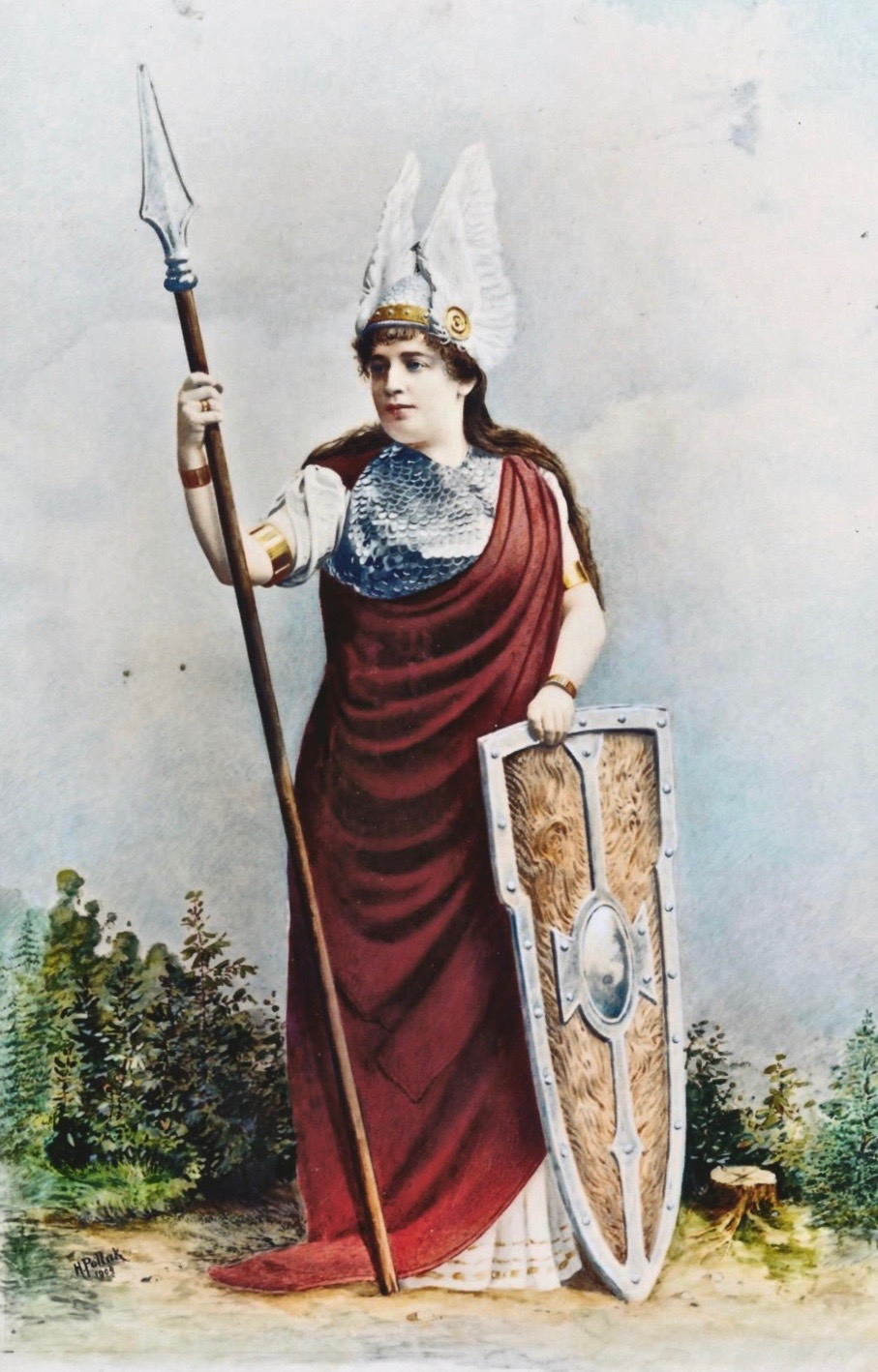
Pintura de Amalia Carneri em pleno traje estilo Wagner, pintado por seu marido, Heinrich Pollak, em Viena, em 1909